# Feelings aus der Asche
Feelings aus der Asche ist das dritte Soloalbum des deutschen Sängers und Gitarristen Olli Schulz. Es erschien am 9. Januar 2015 beim Indie-Label Trocadero. Aufgenommen wurde es in den Berliner Hansa-Tonstudios. Beteiligt waren unter anderem Gisbert zu Knyphausen (Bass), Arne Augustin (Klavier, Keyboards) und Ben Lauber (Schlagzeug).

## Information
Am 7. August 2014 kündigte Olli Schulz in einem Video auf seiner Facebook-Seite an, dass er an einem neuen Album arbeite. Am 5. Dezember 2014 wurde der Titel Phase vorab als Single veröffentlicht und erreichte Platz 1 der Campus Charts. Das dazu mit Palina Rojinski gedrehte Video sollte am 9. Januar 2015 veröffentlicht werden, wurde aber aufgrund des Anschlags auf Charlie Hebdo zurückgehalten. Es wurde am 13. Januar 2015 veröffentlicht. Regie führte Wolf Gresenz.
Die offizielle Releaseparty für das Album fand am 9. Januar 2015 in Berlin statt.
Die „Bonus Edition“ des Albums (inklusive des zusätzlichen Stücks 10 Biddels) erreichte am 11. Januar 2015 Platz 1 der iTunes-Charts.
Bei MTV Germany und der FAZ war die Veröffentlichung das „Album der Woche“.
Das Titelbild wurde von Oliver Rath aufgenommen.
Bei dem Titel handelt es sich um ein Wortspiel, eine Art Homophon mit Phönix.
Als musikalische Gäste konnte Olli Schulz unter anderem Thees Uhlmann für Chorgesänge bei Das Kann Hässlich Werden und die australische Sängerin Kat Frankie für ein Outro im Song Feelings Aus Der Asche gewinnen.

## Titelliste
1. „So muss es beginnen“ – 3:09
2. „Phase“ – 3:29
3. „Kinder der Sonne“ – 3:38
4. „Passt schon!“ – 3:22
5. „Boogieman“ – 3:38
6. „Als Musik noch richtig groß war“ – 4:01
7. „Dschungel“ – 1:36
8. „Das kann hässlich werden“ – 2:53
9. „Mann im Regen“ – 4:36
10. „Feelings aus der Asche“ – 5:30

## Rezension
Bei CDSTARTS erhielt das Album 5 von 10 Punkten.